# Quận Portage, Wisconsin
Quận Portage là một quận thuộc tiểu bang Wisconsin, Hoa Kỳ.
Quận này được đặt tên theo. Theo điều tra dân số của Cục điều tra dân số Hoa Kỳ năm 2000, quận có dân số 67.182 người. Quận lỵ đóng ở Stevens Point6.

## Địa lý
Theo Cục điều tra dân số Hoa Kỳ, quận có diện tích 2131 km2, trong đó có 43 km2 là diện tích mặt nước.

### Các xa lộ chính
- Interstate 39
- U.S. Highway 51
- U.S. Highway 10
- Highway 34 (Wisconsin)
- Highway 49 (Wisconsin)
- Highway 54 (Wisconsin)
- Highway 66 (Wisconsin)
- Highway 73 (Wisconsin)
- Highway 22 (Wisconsin)
- Highway 161 (Wisconsin)

### Quận giáp ranh
- Quận Marathon - bắc
- Quận Shawano - đông bắc
- Quận Waupaca - đông
- Quận Waushara - đông nam
- Quận Adams - tây nam
- Quận Wood - tây

### Thông tin nhân khẩu

Tháp tuổi dân cư quận theo kết quả điều tra dân số năm 2000.

Theo điều tra dân số 2 năm 2000, đã có 67.182 người, 25.040 hộ gia đình, và 16.501 gia đình sống trong quận hạt. Mật độ dân số là 83 người trên một dặm vuông (32/km ²). Có 26.589 đơn vị nhà ở với mật độ trung bình 33 trên một dặm vuông (13/km ²). Cơ cấu chủng tộc của dân cư quận gồm 95,73% người da trắng, 0,32% da đen hay Mỹ gốc Phi, 0,36% người Mỹ bản xứ, 2,25% châu Á, Thái Bình Dương 0,04%, 0,43% từ các chủng tộc khác, và 0,86% từ hai hoặc nhiều chủng tộc. 1,44% dân số là người Hispanic hay Latino thuộc một chủng tộc nào. 32,8% là gốc Ba Lan, gốc Đức 31,6%, gốc Na Uy 5,4% và 5,0% gốc Ailen theo điều tra dân số năm 2000. 93,9% nói tiếng Anh, tiếng Tây Ban Nha 1,7%, 1,6% nói tiếng Ba Lan và 1,3% nói tiếng Hmông là ngôn ngữ đầu tiên của họ.
Có 25.040 hộ, trong đó 32,10% có trẻ em dưới 18 tuổi sống chung với họ, 55,10% là đôi vợ chồng sống với nhau, 7,30% có một chủ hộ nữ và không có chồng, và 34,10% là các gia đình không. 24,50% hộ gia đình đã được tạo ra từ các cá nhân và 8,80% có người sống một mình 65 tuổi hoặc lớn tuổi hơn là người. Cỡ hộ trung bình là 2,54 và cỡ gia đình trung bình là 3,07.
Trong quận, cơ cấu độ tuổi dân số đã được trải ra với 24,10% dưới độ tuổi 18, 16,20% 18-24, 27,70% 25-44, 21,10% từ 45 đến 64, và 10,90% từ 65 tuổi trở lên đã được những người. Độ tuổi trung bình là 33 năm. Đối với mỗi 100 nữ có 99,40 nam giới. Đối với mỗi 100 nữ 18 tuổi trở lên, đã có 96,80 nam giới.